# The Fast Express

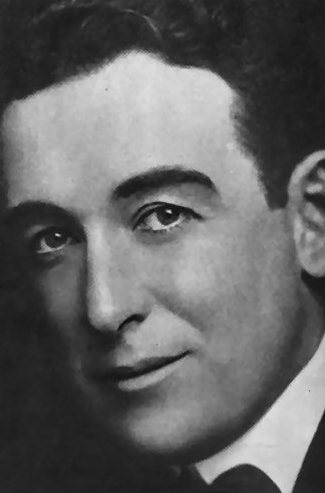
William Duncan, que interpreta Brent McAdams no seriado.

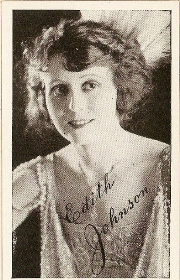
Edith Johnson, esposa de William Duncan na vida real, interpreta Lucille Worth.

The Fast Express é um seriado estadunidense de 1924, no gênero drama, dirigido por William Duncan, em 15 capítulos, estrelado por William Duncan e Edith Johnson. O seriado foi produzido e distribuído pela Universal Pictures, e veiculou nos cinemas estadunidenses entre 10 de março e 16 de junho de 1924. Foi baseado no livro de Courtney Ryley Cooper, "Crossed Wires".
Este seriado é considerado perdido, pois apenas fragmentos sobreviveram.

## Elenco
- William Duncan - Brent McAdams
- Edith Johnson - Lucille Worth
- Edward Cecil - Christopher Langley
- Eva Gordon - Rita
- James Welsh - Theobold Mason (creditado Jim Welsh)
- Albert J. Smith - Edward Winston
- Harry Woods - Tom Boyd
- Joe Dominguez - Black Tony
- John Cossar
- Harry Carter
- Mabel Randall

## Capítulos
1. Facing the Crisis
2. Vanishing Diamonds
3. Woman of Mystery
4. Haunted House
5. Perils of the City
6. Cipher Message
7. Bandit Raiders
8. Impostor's Scheme
9. Falsely Accused
10. Path of Danger
11. The Abduction
12. The Trial Run
13. The False Summons
14. Black Treasure
15. Retribution

Fonte: 